# Qualificazioni al campionato europeo maschile di calcio 2008 - Gruppo E

## Classifica
| Squadra     | P.ti | G  | V | N | P  | GF | GS | DR  |
| ----------- | ---- | -- | - | - | -- | -- | -- | --- |
| Croazia     | 29   | 12 | 9 | 2 | 1  | 28 | 8  | +20 |
| Russia      | 24   | 12 | 7 | 3 | 2  | 18 | 7  | +11 |
| Inghilterra | 23   | 12 | 7 | 2 | 3  | 24 | 7  | +17 |
| Israele     | 23   | 12 | 7 | 2 | 3  | 20 | 12 | +8  |
| Macedonia   | 14   | 12 | 4 | 2 | 6  | 12 | 12 | 0   |
| Estonia     | 7    | 12 | 2 | 1 | 9  | 5  | 21 | –16 |
| Andorra     | 0    | 12 | 0 | 0 | 12 | 2  | 42 | –40 |

Legenda: G = partite giocate; V = partite vinte; N = partite pareggiate; P = partite perse; GF = reti segnate; GS = reti subite; DR = differenza reti; PT = punti.

## Risultati
| Arbitro: | Jakobsson |

|  |           |              |
|  | Marcatori | 73’ Sedloski |

| Arbitro: | Brugger |

|                                           |           |  |
| Crouch 5’, 66’ Gerrard 13’ Defoe 38’, 47’ | Marcatori |  |

| Arbitro: | Verbist |

|  |           |             |
|  | Marcatori | 8’ Colautti |

| Mosca 6 settembre 2006, ore 17:00 CET | Russia          | 0 – 0 referto | Croazia | Stadio Lokomotiv\| Arbitro: \| Mejuto González \| |
| Arbitro:                              | Mejuto González |               |         |                                                   |

| Arbitro: | Zrnić |

|                                                          |           |               |
| Benayoun 9’ Ben Shushan 11’ Gershon 43’ (rig.) Tamuz 69’ | Marcatori | 84’ Fernández |

| Arbitro: | Layec |

|  |           |            |
|  | Marcatori | 46’ Crouch |

| Arbitro: | Meyer |

|            |           |                 |
| Aršavin 5’ | Marcatori | 84’ Ben Shushan |

| Manchester 7 ottobre 2006, ore 18:00 CET | Inghilterra | 0 – 0 referto | Macedonia | Old Trafford\| Arbitro: \| Merk \| |
| Arbitro:                                 | Merk        |               |           |                                    |

| Arbitro: | Zammit |

|                                                              |           |  |
| Petrić 12’, 37’, 48’, 50’ Klasnić 58’ Balaban 62’ Modrić 83’ | Marcatori |  |

| Arbitro: | Silagava |

|  |           |                                     |
|  | Marcatori | 13’ Pandev 16’ Noveski 31’ Naumoski |

| Arbitro: | Braamhaar |

|                             |           |  |
| Pogrebnjak 78’ Syčёv 90'+1’ | Marcatori |  |

| Arbitro: | Rosetti |

|                                |           |  |
| Eduardo 61’ Neville 69’ (aut.) | Marcatori |  |

| Arbitro: | Allaerts |

|  |           |                         |
|  | Marcatori | 18’ Bystrov 32’ Aršavin |

| Arbitro: | Iturralde González |

|                               |           |                                       |
| Colautti 8’, 89’ Benayoun 68’ | Marcatori | 35’ (rig.) Srna 39’, 54’, 72’ Eduardo |

| Tel Aviv 24 marzo 2007, ore 19:30 CET | Israele | 0 – 0 referto | Inghilterra | Stadio Ramat Gan\| Arbitro: \| Øvrebø \| |
| Arbitro:                              | Øvrebø  |               |             |                                          |

| Arbitro: | Ceferin |

|  |           |                          |
|  | Marcatori | 66’ Bystrov 78’ Keržakov |

| Arbitro: | Plautz |

|                      |           |              |
| Srna 58’ Eduardo 87’ | Marcatori | 36’ Sedloski |

| Arbitro: | Cüneyt |

|                                     |           |  |
| Tal 19’ Colautti 29’ Sahar 77’, 80’ | Marcatori |  |

| Arbitro: | Paixão |

|  |           |                               |
|  | Marcatori | 54’, 76’ Gerrard 90+2’ Nugent |

| Arbitro: | Skjerven |

|                                 |           |  |
| Keržakov 8’, 16’, 49’ Syčёv 71’ | Marcatori |  |

| Arbitro: | Kircher |

|             |           |                          |
| Stojkov 13’ | Marcatori | 11’ Itzhaki 44’ Colautti |

| Arbitro: | Kassai |

|  |           |             |
|  | Marcatori | 32’ Eduardo |

| Arbitro: | Stokes |

|  |           |                        |
|  | Marcatori | 37’ Tamuz 52’ Colautti |

| Zagabria 6 giugno 2007, ore 20:30 CET | Croazia | 0 – 0 referto | Russia | Stadio Maksimir\| Arbitro: \| Micheľ \| |
| Arbitro:                              | Micheľ  |               |        |                                         |

| Arbitro: | Gilewski |

|  |           |                              |
|  | Marcatori | 37’ Cole 54’ Crouch 62’ Owen |

| Arbitro: | McCourt |

|                          |           |           |
| Piiroja 34’ Zelinski 92’ | Marcatori | 82’ Silva |

| Arbitro: | Øvrebø |

|                                        |           |  |
| Berezuckij 6’ Aršavin 83’ Keržakov 86’ | Marcatori |  |

| Arbitro: | Vink |

|                                           |           |  |
| Wright-Phillips 20’ Owen 50’ Richards 66’ | Marcatori |  |

| Arbitro: | Laperrière |

|                     |           |  |
| Eduardo 39’, 45'+1’ | Marcatori |  |

| Arbitro: | Thual |

|  |           |                                                               |
|  | Marcatori | 34’ Srna 38’, 44’ Petrić 49’ Kranjčar 55’ Eduardo 64’ Rakitić |

| Arbitro: | Trattou |

|            |           |             |
| Maznov 30’ | Marcatori | 17’ Piiroja |

| Arbitro: | Hansson |

|                                |           |  |
| Owen 7’, 31’ Rio Ferdinand 84’ | Marcatori |  |

| Arbitro: | Vollquartz |

|                                                |           |  |
| Wright-Phillips 11’ Rooney 32’ Rähn 33’ (aut.) | Marcatori |  |

| Arbitro: | Stark |

|             |           |  |
| Eduardo 52’ | Marcatori |  |

| Arbitro: | Medina Cantalejo |

|                             |           |            |
| Pavljučenko 69’ (rig.), 73’ | Marcatori | 29’ Rooney |

| Arbitro: | Malžinskas |

|                                      |           |  |
| Naumoski 30’ Sedloski 44’ Pandev 59’ | Marcatori |  |

| Arbitro: | Collum |

|  |           |                       |
|  | Marcatori | 31’ Oper 60’ Lindpere |

| Arbitro: | Farina |

|                        |           |                   |
| Barda 10’ Golan 90'+2’ | Marcatori | 61’ Biljaletdinov |

| Arbitro: | De Bleeckere |

|                         |           |  |
| Maznov 71’ Naumoski 83’ | Marcatori |  |

| Arbitro: | Mikulski |

|           |           |  |
| Barda 35’ | Marcatori |  |

| Arbitro: | Hauge |

|  |           |           |
|  | Marcatori | 38’ Syčёv |

| Arbitro: | Fröjdfeldt |

|                               |           |                                 |
| Lampard 56’ (rig.) Crouch 65’ | Marcatori | 8’ Kranjčar 14’ Olić 77’ Petrić |

## Classifica marcatori
| Pos. | Giocatore          | Nazionale   | Gol |
| ---- | ------------------ | ----------- | --- |
| 1    | Eduardo            | Croazia     | 10  |
| 2    | Mladen Petrić      | Croazia     | 7   |
| 3    | Roberto Colautti   | Israele     | 6   |
| 4    | Peter Crouch       | Inghilterra | 5   |
| 4    | Aleksandr Keržakov | Russia      | 5   |
| 6    | Michael Owen       | Inghilterra | 4   |
| 7    | Andrej Aršavin     | Russia      | 3   |
| 7    | Steven Gerrard     | Inghilterra | 3   |
| 7    | Ilčo Naumoski      | Macedonia   | 3   |
| 7    | Goce Sedloski      | Macedonia   | 3   |
| 7    | Darijo Srna        | Croazia     | 3   |
| 7    | Dmitrij Syčёv      | Russia      | 3   |